# Анатевка
Анатевка — центр для вимушених переселенців зі сходу України у Київській області. Побудований на кошти єврейської громади. В порівнянні з табором біженців в місті Шполі на Черкащині, центр є також соціально-адаптаційним проєктом.
Розташований у селі Гнатівці Бучанського району на Київщині. 

## Назва
Центр названий на честь населеного пункту у розповідях Шолом-Алейхема про молочара Тев'є.

## Історія
Призначений для єврейських біженців зі Сходу України. Фундамент для майбутнього поселення заклав посол Ізраїлю в України Еліав Бєлоцерковські. Урочисте відкриття під головуванням головного рабина України Моше Реувена Асмана відбулося 1 вересня 2015 року.
Восени 2019 року Анатевка опинилася у центрі скандалу, пов'язаного з адвокатом Дональда Трампа Руді Джуліані, який був почесним мером Анатевки. Автори журналістського розслідування вказували, що на той час містечко було практично порожнім, дітей у школу привозили з Києва, і припускали, що проєкт міг бути прикриттям для фінансових зловживань.
У фінансуванні проєкту також брав участь Вадим Рабінович.
На території поселення похований Мордехай Чорнобильський, син засновника чорнобильського хасидизму. Він був вражений красою цих місць, і попросив поховати його саме тут. Зараз на його могилі, розташованій прямо біля паркану єврейського поселення, складають записки із проханнями, як у Стіну плачу в Єрусалимі.

## Галерея

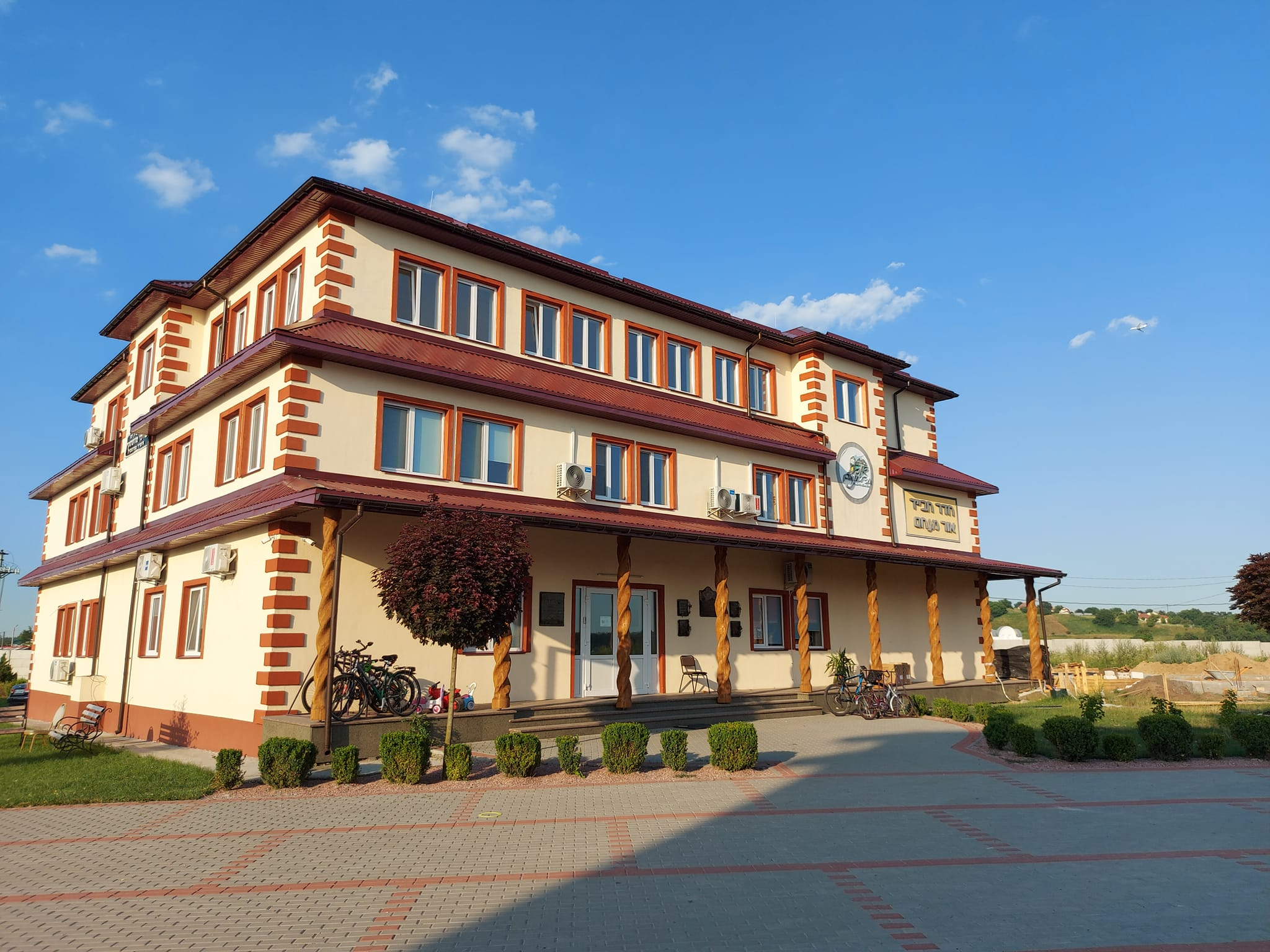
Один з будинків Анатевки
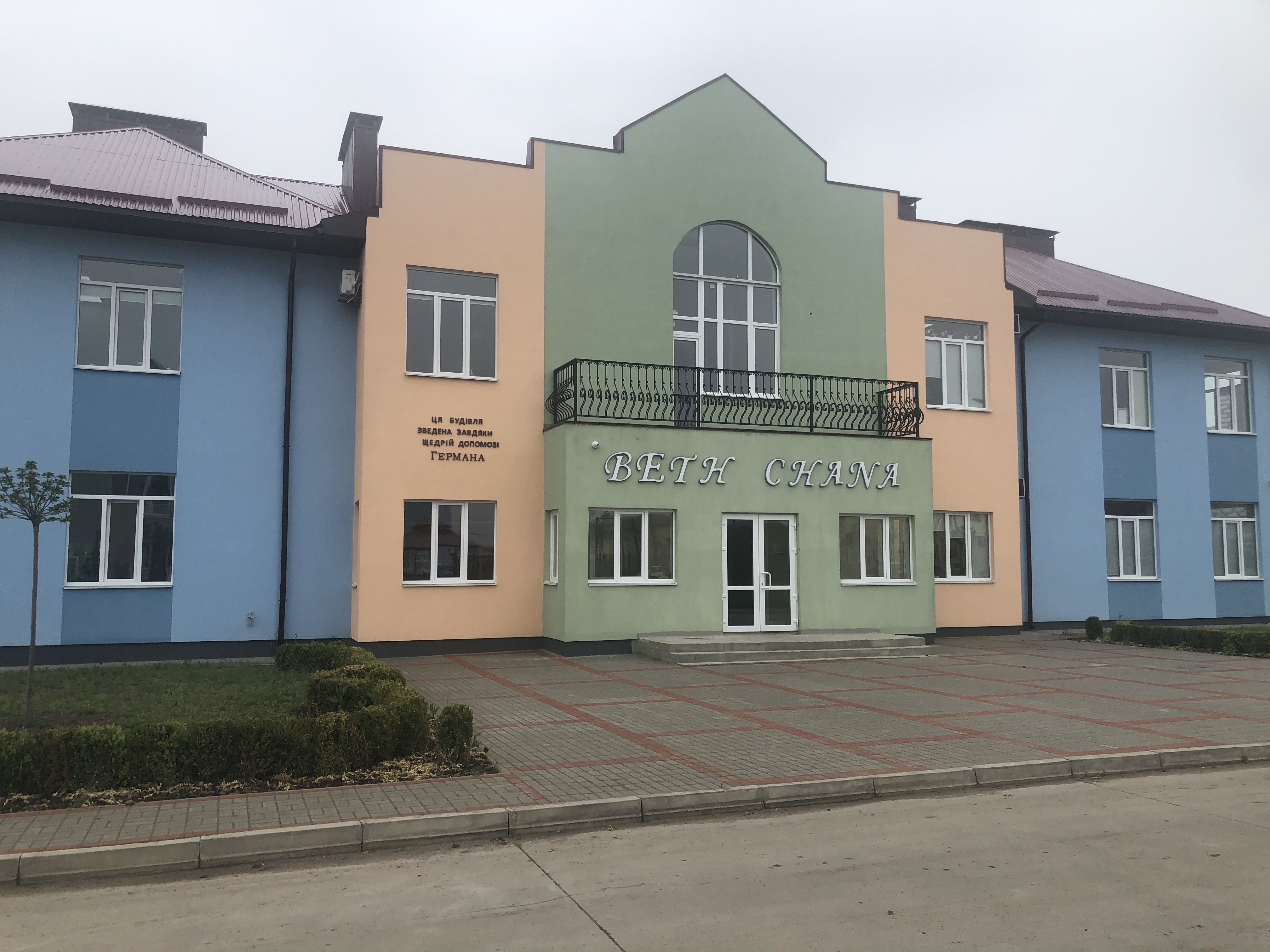
Єврейська школа "Бейт Хана"
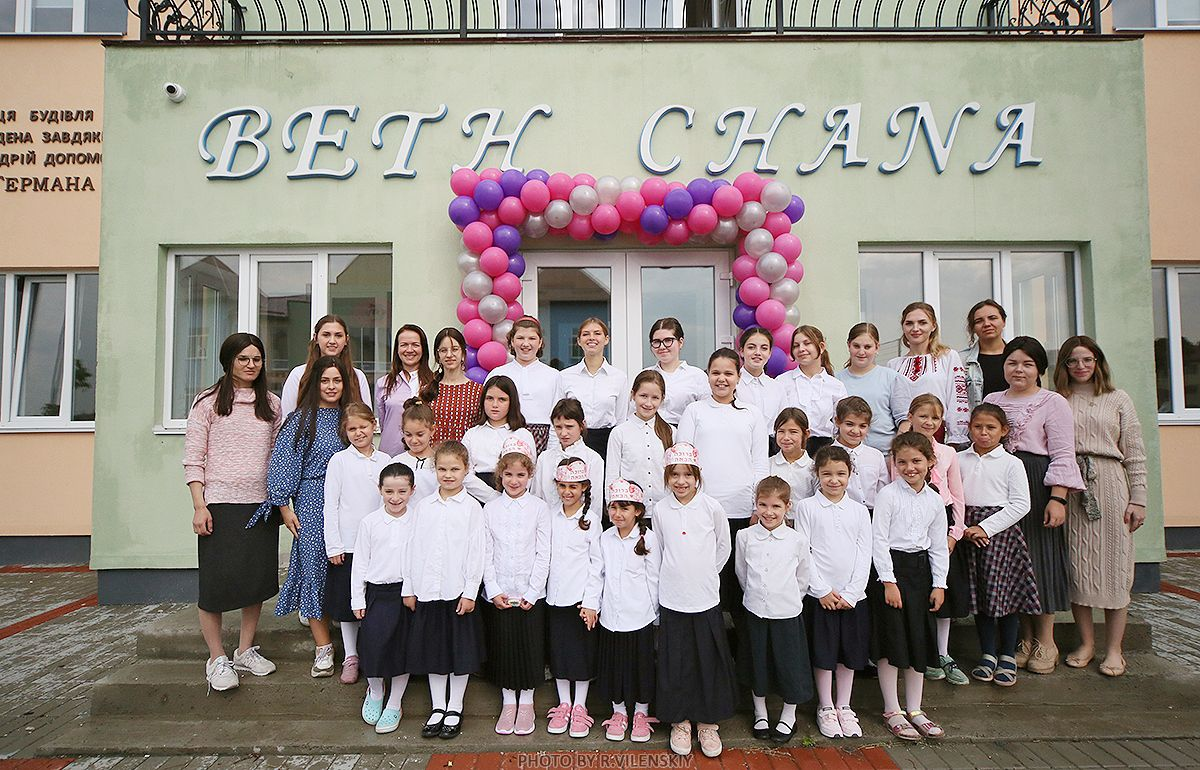
Учениці єврейської школи
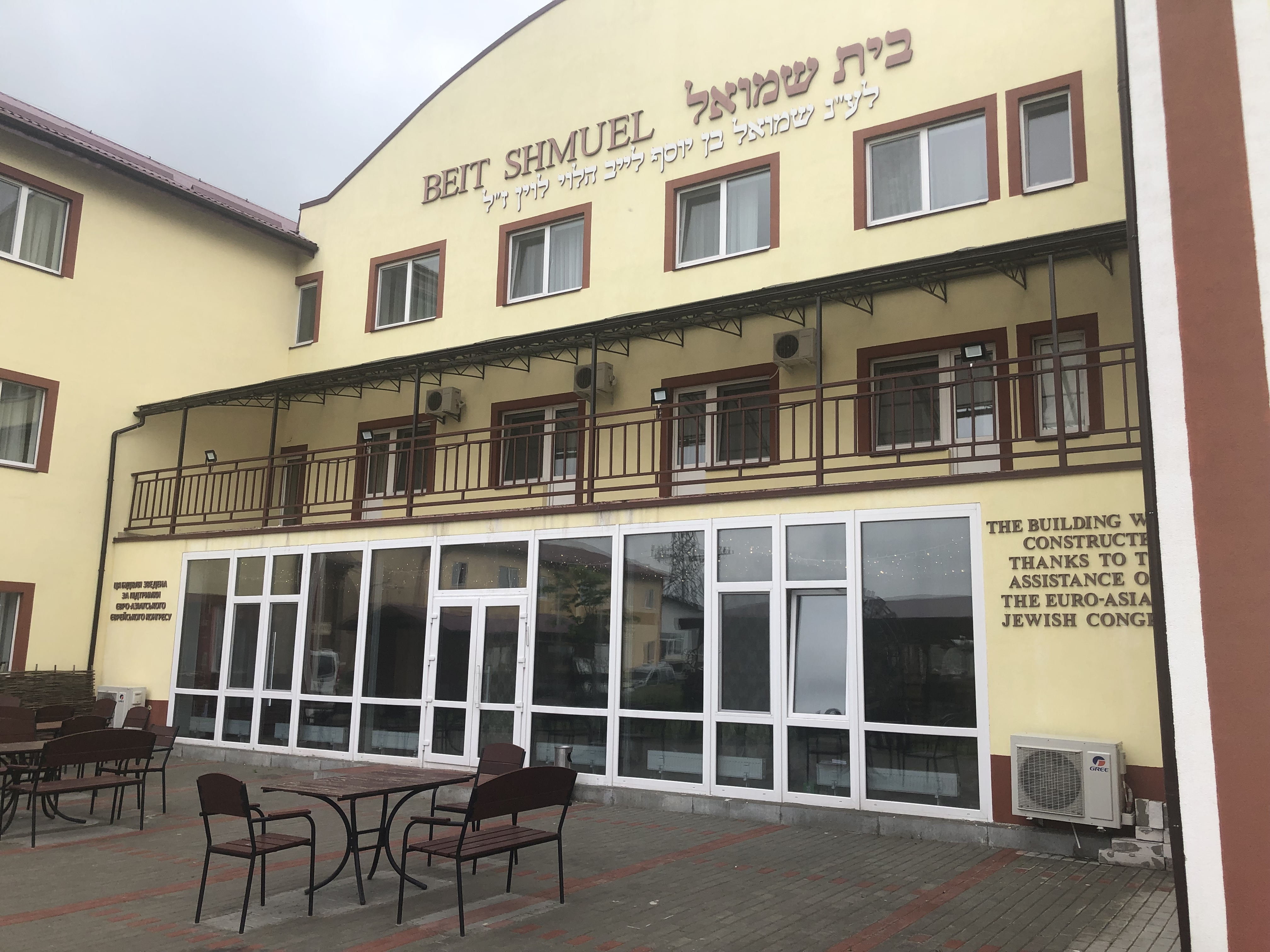
Реабілітаційний центр
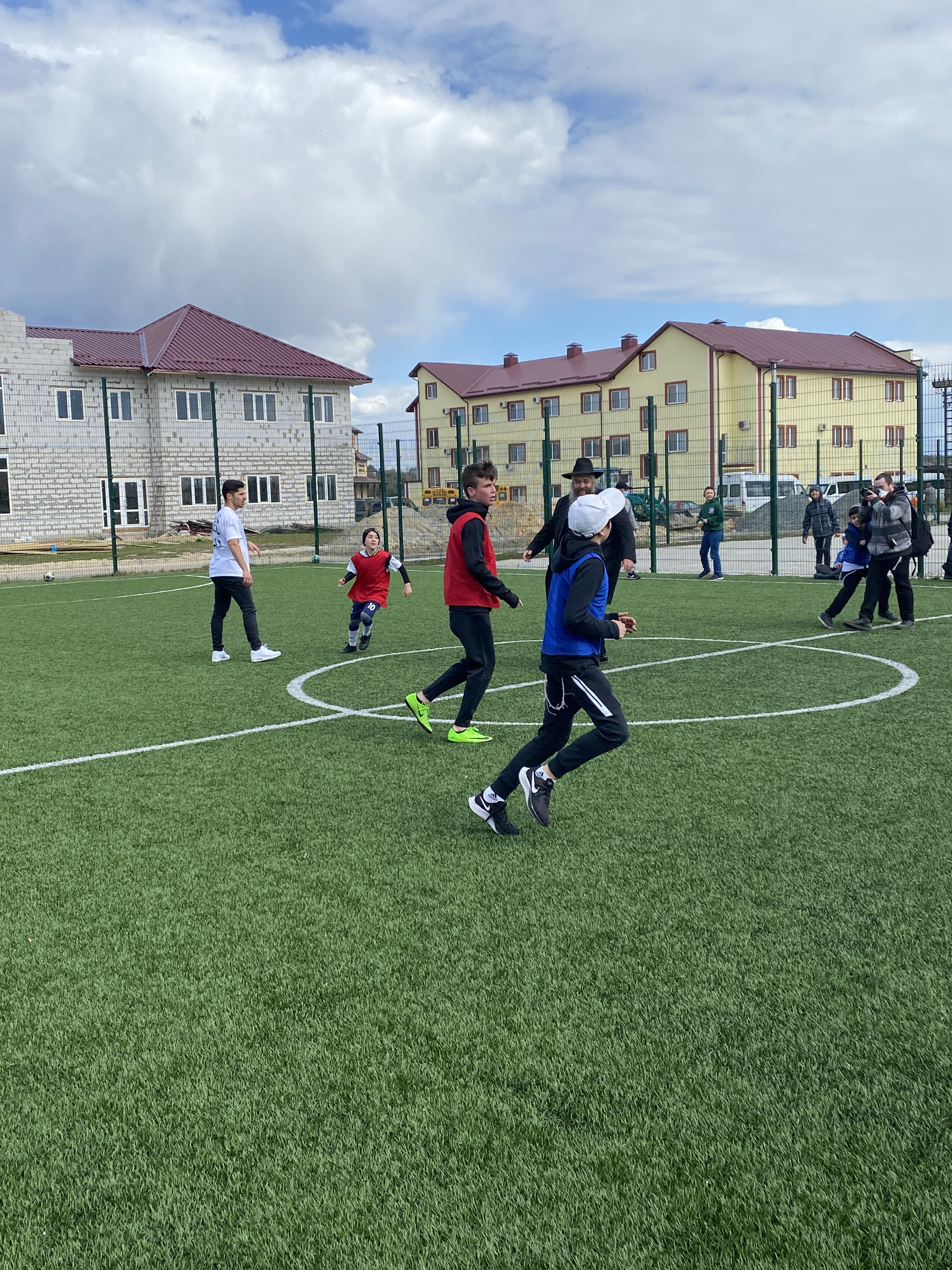
Футбольне поле
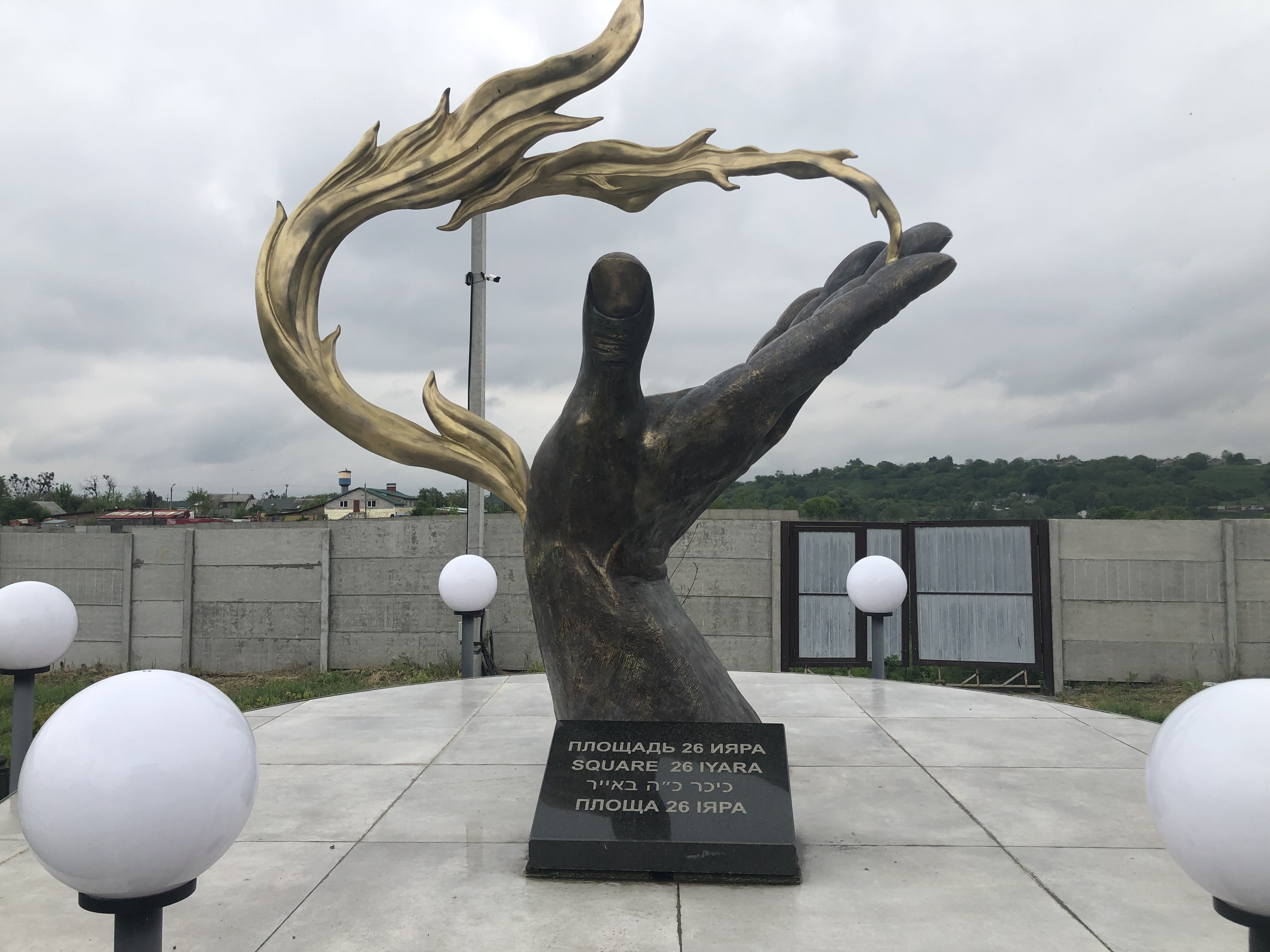
Пам'ятник розстріляним євреям в роки Голокосту
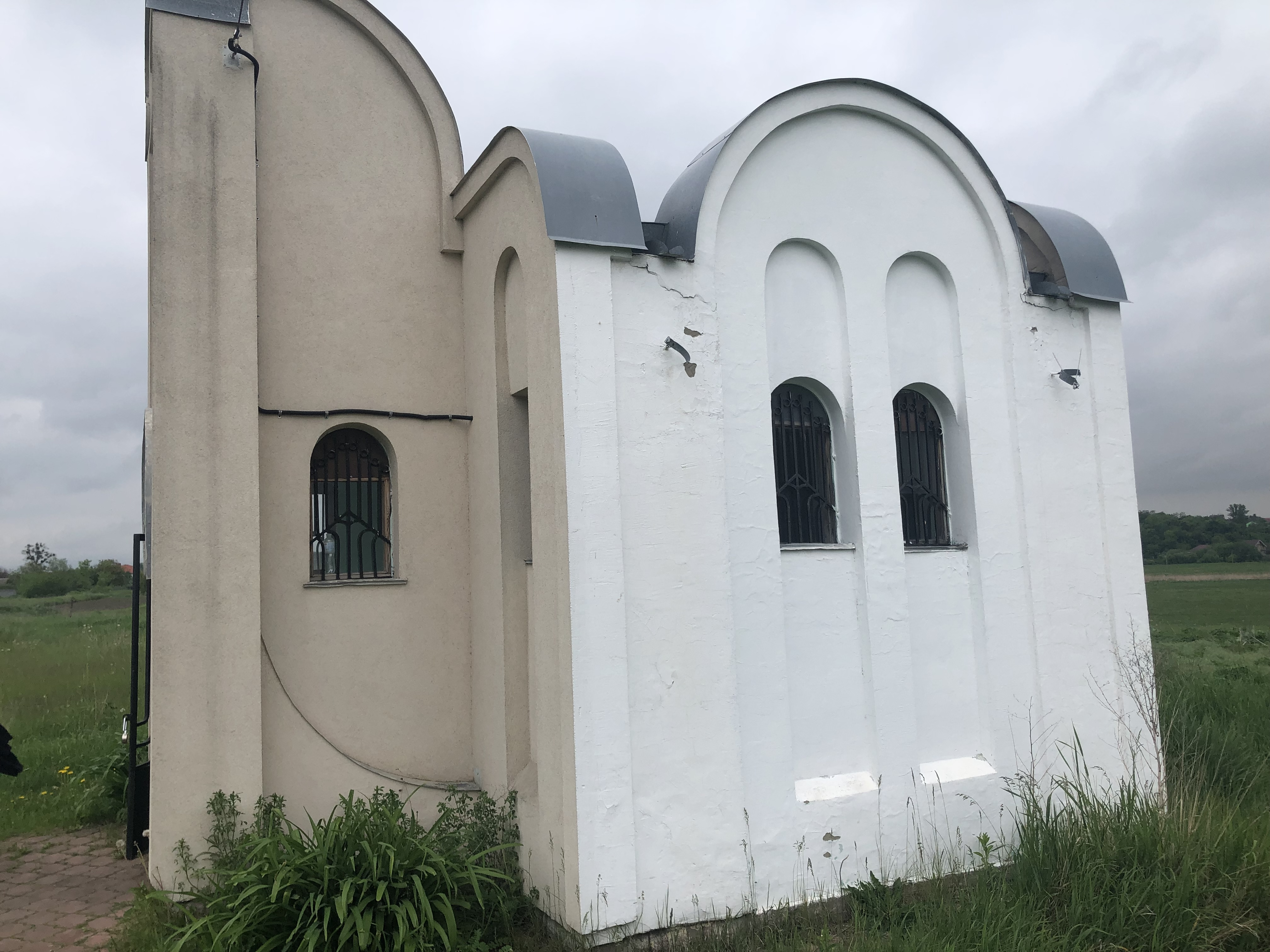
Огель (мавзолей) ребе Мордехая Чорнобильського

## У культурі
- Скрипаль на даху (фільм)
- Скрипаль на даху (мюзикл)[en]
- Тев'є-молочник (телеспектакль)
- Тев'є-Тевель (вистава)
- Пам'ятник «Скрипаль на даху»